# Philippe Claudel
Philippe Claudel (Dombasle-sur-Meurthe, 2 febbraio 1962) è uno scrittore, saggista, regista e sceneggiatore francese, noto soprattutto per il romanzo Les Âmes grises, per il quale vinse il Premio Renaudot nel 2003, e da cui il regista suo connazionale Yves Angelo trasse un film con Jacques Villeret nel 2005.

## Biografia
Professore di letteratura presso l'università di Nancy, ha vinto inoltre il Martin Beck Award nel 2006 e, nello stesso anno, è stato selezionato per l'Independent Foreign Fiction Prize, edizione vinta dal norvegese Per Petterson.
Nel 2008 ha diretto il film Il y a longtemps que je t'aime (uscito nelle sale italiane con il titolo Ti amerò sempre), con Kristin Scott Thomas.
Nel 2011 ha diretto il film ...Non ci posso credere, con Stefano Accorsi e Neri Marcorè.
Dal 2012 fa parte dell'Académie Goncourt.
Nel 2013 ha girato il film Avant l'hiver, dove collabora nuovamente con Kristin Scott Thomas, oltre che con Daniel Auteuil.

## Opere

### Romanzi
- Meuse l'oubli (1999)
- Quelques-uns des cent regrets (1999)
- Le Café de l'Excelsior (1999), con le illustrazioni di Jean-Michel Marchetti
- J'abandonne (2000)
- Barrio Flores: petite chronique des oubliés (2000), con le illustrazioni di Jean-Michel Marchetti
- Les Âmes grises (2003)
- La Petite Fille de Monsieur Linh (2005)
- Le Rapport de Brodeck (2007)
- L'Enquête (2010)
- Parfums (2012)
- Jean-Bark (2013)
- Rambétant (2014)
- L’Arbre du pays Toraja (2016)
- Inhumaines (2017)
- L'Archipel du Chien (2018)

### Racconti

#### Raccolte di racconti
- Les Petites mécaniques (2002)
- Trois petites histoires de jouets (2004)
- Le Monde sans les enfants: et autres histoires (2006)
- Les Confidents (2015)

#### Racconti non antologizzati
- Mirhaela (2002), con le illustrazioni di Richard Bato
- La Mort dans le paysage (2002), con le illustrazioni di Nicolas Matula
- Nel blu dipinto di blu (2004)

### Saggistica
- Champagne-Ardenne, Alsace, Lorraine (2000), con le illustrazioni di Alex Webb
- Le Bruit des trousseaux (2001)
- Au revoir Monsieur Friant (2001)
- Nos si proches orients (2002)
- Trois nuits au palais Farnèse (2005)
- Quartier (2007), con le fotografie di Richard Bato
- Verdun 30 000 jours plus tard (2008), con le illustrazioni di Jacques Grison
- Parle-moi d'amour (2008)
- Tomber de Rideau (2009)
- Le Paquet (2010)
- Quelques fins du monde (2011)
- Autoportraits en miettes à travers les chefs-d’œuvre du musée des beaux-arts de Nancy (2012)
- L'œuvre gravée de Claude Morini (2013), scritto con Jacques Simonelli, Bruno Mendoça, Katy Rémy, Michel Joyard e François Bourgeau
- Inventaire (2015), con le fotografie di Arno Paul
- De quelques amoureux des livres (2015)
- Au tout début (2016)

### Editi in Italia
- Il Rapporto (Le Rapport de Brodeck), traduzione di Francesco Bruno, Ponte alle grazie, 2004  [2007],  p. 217, ISBN 978-88-7928-703-6.
- Le anime grigie (Les Âmes grises), traduzione di Francesco Bruno, Ponte alle grazie, 2004  [2003],  p. 287, ISBN 978-88-7928-972-6.
- La nipote del signor Linh (La Petite Fille de Monsieur Linh), traduzione di Francesco Bruno, Ponte alle grazie, 2005  [2005],  p. 116, ISBN 978-88-7928-751-7.
- Io me ne vado, traduzione di Francesco Bruno, Ponte alle Grazie, 2007;
- Il mondo senza bambini e altre storie, traduzione di Francesco Bruno, Salani, 2009;
- L'inchiesta, traduzione di Francesco Bruno, Ponte alle Grazie, 2012;
- Profumi, traduzione di Francesco Bruno, Ponte alle Grazie, 2013;

## Filmografia

### Regista e sceneggiatore
- Ti amerò sempre (Il y a longtemps que je t'aime, 2008)
- ...Non ci posso credere (Tous les soleils, 2011)
- Avant l'hiver (2013)
- Une enfance (2015)

### Sceneggiatore
- Sur le bout des doigts, regia di Yves Angelo (2002)
- Les Âmes grises, regia di Yves Angelo (2005)
- Chez Maupassant, ep. 1x07 Miss Harriet, regia di Jacques Rouffio (2007), serie TV

## Film tratti dalle sue opere
- Les Âmes grises, regia di Yves Angelo (2005)